# William Belden
William „Bill“ Thomas Belden (* 5. Januar 1949 in Washington, D.C.; † 18. Januar 2025 in Lititz, Pennsylvania) war ein Ruderer aus den Vereinigten Staaten. Er war 1974 der erste Weltmeister im Leichtgewichts-Einer und gewann insgesamt sieben Medaillen bei Weltmeisterschaften.

## Karriere
1974 standen bei den Weltmeisterschaften in Luzern erstmals Wettbewerbe im Leichtgewichts-Rudern auf dem Programm. Belden siegte im Leichtgewichts-Einer mit drei Sekunden Vorsprung vor dem Niederländer Harald Punt und dem Schweizer Reto Wyss. Ein Jahr später gewann Reto Wyss bei den Weltmeisterschaften in Nottingham vor dem Österreicher Raimund Haberl. Mit zehn Sekunden Rückstand auf Wyss erkämpfte Belden die Bronzemedaille. 1976 trat Belden bei den Olympischen Spielen in Montreal im Schwergewichts-Doppelzweier zusammen mit Lawrence Klecatsky an. Nach einem vierten Platz im Vorlauf und dem Sieg im Hoffnungslauf belegten die beiden im Halbfinale den vierten Platz. Im B-Finale wurden die beiden Amerikaner Zweite und belegten damit den achten Platz in der Gesamtwertung.
1977 startete Belden bei den Weltmeisterschaften in Amsterdam im Doppelzweier zusammen mit James Dietz und erreichte den fünften Platz. 1978 trat Belden bei den Leichtgewichts-Weltmeisterschaften in Kopenhagen an und gewann die Bronzemedaille im Leichtgewichts-Einer hinter dem Spanier José Antonio Montosa Ortega und dem Dänen Morten Espensen. Im Jahr darauf trat Belden bei den Weltmeisterschaften in Bled sowohl im Leichtgewichts-Einer als auch mit James Dietz im Schwergewichts-Doppelzweier an. Im Einer siegte er vor dem Kanadier Brian Thorne und Raimund Haberl. Im Doppelzweier erreichten Dietz und Belden den siebten Platz. 1980 war Belden im Schwergewichts-Einer für das Olympiateam vorgesehen, wegen des Olympiaboykotts durfte er aber nicht in Moskau starten. Bei den Weltmeisterschaften 1980 in Hazewinkel wurden nur die Wettbewerbe der Leichtgewichts-Ruderer ausgetragen. Belden gewann die Silbermedaille im Einer mit über fünf Sekunden Rückstand auf den Deutschen Christian-Georg Warlich.
1981 bildete William Belden zusammen mit Paul Fuchs einen Leichtgewichts-Doppelzweier. Bei den Weltmeisterschaften in München gewannen die beiden mit zwei Sekunden Rückstand Silber hinter den Italienern Francesco Esposito und Ruggero Verroca. Bei den Weltmeisterschaften 1982 in Luzern siegten die Italiener mit ungefähr dem gleichen Vorsprung vor Belden und Fuchs.
Der 1,78 m große William Belden ruderte an der La Salle University und später für den Undine Barge Club in Philadelphia. Nach seinem Studium war er als Banker im Investmentbereich der PNC Bank tätig.